# Пастух, Евгений Владимирович
Евгений Владимирович Пастух (укр. Євген Володимирович Пастух; 18 января 1979, Харьков, по другому источнику Ярославль) — украинский хоккеист, правый крайний левый нападающий.

## Биография
В 1998 году избран клубом «Сент-Луис Блюз» в восьмом раунде под 225-м общим номером на драфте НХЛ 1998 года.
Выступал за «Торпедо-2» (Ярославль) (1998), «Химик» (Воскресенск) (1999), «Беркут-Киев» (2000—2002), «Рига 2000» (2002—2003), «Сокол» (Киев) (2003—2005, 2007—2010), «Белгород» (2005—2007), «Иртыш» (2010—2011), «Донбасс» (с 2011).
В составе национальной сборной Украины провёл 30 матчей (4 гола, 8 передач).